# USS Constellation (1797)
«Констелейшн» (англ. USS Constellation) — 38-гарматний дерев'яний трищогловий фрегат ВМС США, другий з перших шести фрегатів американського флоту. Корабель був побудований під керівництвом Девіда Стоддера на верфі Джозефа та Семюеля Стеретта на Харріс-Крік у морському співтоваристві Феллс-Пойнт у Балтіморі та 7 вересня 1797 року був спущений на воду. «Констеллейшн» був одним із перших шести фрегатів, будівництво яких було передбачено Морським законом 1794 року.
Назва «Констелейшн» була серед десяти назв, наданих президенту Джорджу Вашингтону військовим міністром Тімоті Пікерингом у березні 1795 року для фрегатів, які планувалося побудувати. Закон про прапор 1777 року говорить про те, що зірки на прапорі «уособлюють нове сузір'я».
Джошуа Хамфріс спроектував ці фрегати як головні кораблі молодого флоту, тому «Констеллейшн» та його однотипні кораблі були більшими, озброєнішими та оснащеними, ніж стандартні фрегати того періоду. Першими обов'язками «Констеллейшн» у новосформованому ВМС США було забезпечення захисту американського торговельного судноплавства під час квазівійни з Францією та перемога над берберськими піратами під час Першої війни з ними.

## Квазівійна

### Бій «USS Constellation» з «L'Insurgente»
9 лютого 1799 року під командуванням Томаса Тракстона «Констелейшн» бився та захопив 36-гарматний фрегат «Інсуржент», найшвидший корабель французького флоту. Битва почалася приблизно в 18 милях (29 км) на північний схід від острова Невіс близько полудня, коли «Констеллейшн» помітив «Інсуржент», який підняв вітрила та спробував втекти. В результаті переслідування, попри сувору штормову погоду, Тракстону вдалося наздогнати противника і змусити вступити його в бій. За годину і чотирнадцять хвилин «Інсуржент» спустив прапор. Французи зазнали важких втрат, а втрати американців були незначні. Захоплений фрегат був відведений у Сент-Кіттс і зарахований до військово-морського флоту США під назвою «USS Insurgent».

### Бій USS Constellation з La Vengeance
1 лютого 1800 року поблизу островів Сент-Кіттс у Карибському морі американський фрегат «Констелейшн» вступив у бій з фрегатом військово-морських сил Франції «Ла Ванжанс». У результаті бою американський корабель завдав серйозних пошкоджень французькому, останньому вдалося втекти.